# Verbales Style Kollektiv
Verbales Style Kollektiv est un groupe allemand de hip-hop, originaire de Berlin.

## Histoire
Le groupe de rap K.I.Z sort un premier single au printemps 2013 en tant que projet parallèle sous le nom de groupe Das Verbale Style Kollektiv. La première publication est le titre Von allen guden Geistern verlassen! en avril 2013. Cependant, ici, la composition du groupe mentionnait encore Florida Flusskrebs comme artiste, qui sera probablement désigné comme Fanta Yokai dans les communiqués de presse ultérieurs. Le groupe est principalement composé de membres de K.I.Z (MC Schreibmaschine, Streichholz MC et Flowbodda) et de la formation Nord Nord Muzikk (Doktor Podwich, Masta Maik et MC Bleistift). Selon leurs propres déclarations, les artistes de VSK veulent faire revivre les valeurs de la culture hip-hop des années 1990. Le 17 août 2018, leur premier album Wo die wilden Kerle flowen sort finalement, qui atteint la 8e place des charts allemands.

## Discographie

### Albums studio
- 2018 : Wo die wilden Kerle flowen (CD, édition vinyle limitée)

### Singles
- 2013 : Von allen guden Geistern verlassen
- 2017 : Dope Reimnachten
- 2018 : Schönen guten Tag
- 2018 : An alle MCees da draußen